# مایدان نپرسکی
مایدان نپرسکی (به لاتین: Majdan Nepryski) یک روستا در لهستان است که در گمینا یوزفوو واقع شده‌است. مایدان نپرسکی ۷۵۵ نفر جمعیت دارد.